# Ambazac
Ambazac is een gemeente in het Franse departement Haute-Vienne (regio Nouvelle-Aquitaine). De plaats maakt deel uit van het arrondissement Limoges. Ambazac telde op 1 januari 2022 5.565 inwoners.
De kerk Saint-Antoine van Ambazac bezit een reliekkist van het einde van de 12e eeuw afkomstig uit de Abdij van Grandmont. Hierin rusten de relieken van de heilige Stefanus van Muret. Het schrijn werd in de jaren 1790 aan de kerk geschonken en kwamen er definitief in 1907.
In de gemeente ligt het Musée régional de Minéralogie et Pétrographie.

## Geschiedenis
Ambazac werd voor het eerst vermeld in de 7e eeuw. Al in de 6e eeuw was er een klooster in Ambazac, dat in de 9e eeuw kwam af te hangen van de Abdij Saint-Augustin in Limoges. Op 10 km van Ambazac lag de belangrijke Abdij van Grandmont.
De kerk Saint-Antoine stamt uit de 12e eeuw maar werd volledig herbouwd in de 14e eeuw.
Na de Tweede Wereldoorlog kende de gemeente een bevolkingsgroei als slaapstad voor mensen die in en rond Limoges werken.

## Geografie
De oppervlakte van Ambazac bedroeg op 1 januari 2022 57,83 vierkante kilometer; de bevolkingsdichtheid was toen 96,2 inwoners per km².
Door de gemeente stromen de beken Beuvreix en Gane. De gemeente grenst aan de Taurion, een zijrivier van de Vienne. Hier bevindt zich het laagste punt van de gemeente: 243 m. Het hoogste punt (666 m) bevindt zich in de uitlopers van de Monts d'Ambazac, noordelijk van de gemeente. Een meer is de Étang de Jonas.
De onderstaande kaart toont de ligging van Ambazac met de belangrijkste infrastructuur en aangrenzende gemeenten.

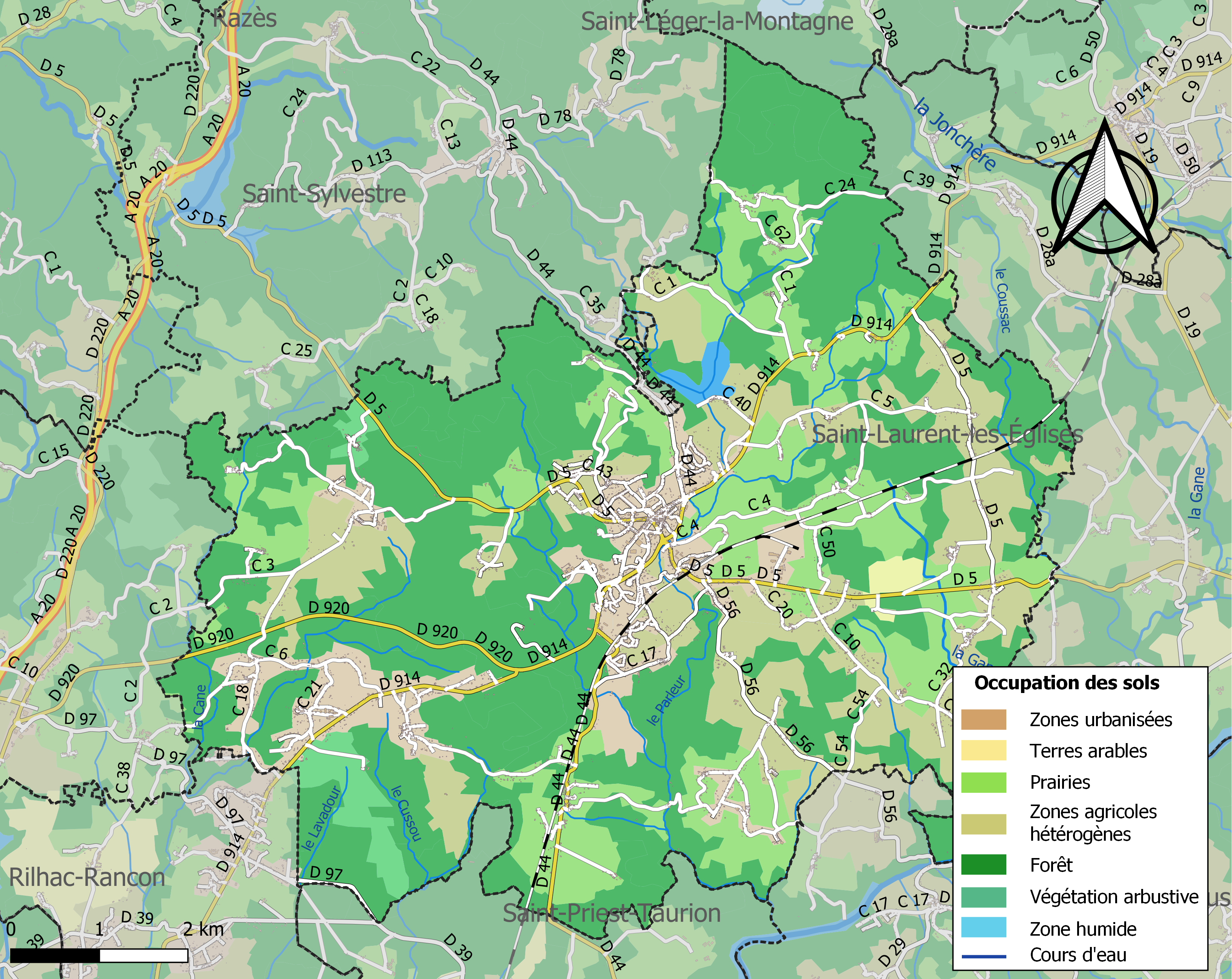

## Verkeer en vervoer
In de gemeente ligt spoorweghalte Ambazac.

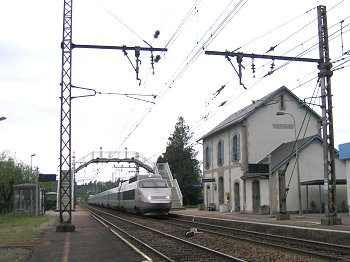
De TGV Brive-la-Gaillarde - Lille-Europe bij Station Ambazac.

## Demografie
Onderstaande figuur toont het verloop van het inwonertal (bron: INSEE-tellingen).

## Geboren in Ambazac
- Catherine Cesarsky (1943), astronome